# 海老名インターチェンジ
海老名インターチェンジ（えびなインターチェンジ）は、神奈川県海老名市にある首都圏中央連絡自動車道（さがみ縦貫道路）のインターチェンジである。海老名市にあるが厚木市の中心部からは圏央厚木ICよりも近い。
本ICと海老名南JCTの間は、第一東海自動車道の支線（海老名支線）となっているため、圏央道で唯一高速自動車国道のインターチェンジとなっている。また、本線やランプウェイには「ここから一般有料道路」「ここから高速自動車国道」等の標識が設置されている。また、この区間は大都市近郊区間となっている。

## 歴史
- 2009年（平成21年）
  - 5月18日 - 当ICの名称が「海老名北IC（仮称）」から「海老名IC」で正式決定[2]。
- 2010年（平成22年）
  - 2月19日 - アクセス道路である都市計画道路河原口中新田線 （上一ツ橋交差点 - 中新田市街道交差点間Google マップ）が開通し、神奈川県道43号藤沢厚木線に編入される。
  - 2月20日- 神奈川県道43号藤沢厚木線・上一ツ橋交差点、海老名市役所方面へのアクセス道路である海老名市道中新田鍛冶返線が開通（Google マップ）。
  - 2月21日- 海老名IC開通記念相模川リバーサイドウォーク in えびなを開催 （海老名運動公園陸上競技場 - 海老名IC - 海老名JCT本線部の往復約5.8km）
  - 2月27日- 海老名JCT - 海老名IC間開通に伴い、供用開始[3]。
- 2013年（平成25年）
  - 3月30日- 海老名IC - 相模原愛川IC間開通[4]。
- 2015年（平成27年）

- - 3月8日 - 寒川北IC - 海老名IC間開通。

## 周辺
- 雪印メグミルク海老名工場
- オウルテック本社
- 海老名運動公園
- 海老名市立中新田小学校
- 海老名市立海西中学校
- 神奈川県立中央農業高等学校
- 厚木駅（小田急電鉄・小田原線/JR東日本・相模線/相模鉄道・厚木線）
- 海老名市役所
- ものみの塔聖書冊子協会 日本支部
  - 海老名IC開通までは、東名の厚木ICが最寄だった。

## 道路
- C4 首都圏中央連絡自動車道(31番)
- 直接接続
  - 神奈川県道43号藤沢厚木線
    - 都市計画道路河原口中新田線

## 料金所
- ブース数：5

### 入口
- ブース数：2
  - ETC専用：1
  - ETC/一般：1

### 出口
- ブース数：3
  - ETC専用：2
  - 一般：1

## 隣
C4 首都圏中央連絡自動車道（さがみ縦貫道路）
(27)寒川北IC - (1)海老名南JCT - (4-2)海老名JCT - (31)海老名IC - (32)圏央厚木IC